# Waka
Waka (和歌 poem japonez), rar numit și Yamato-uta (大和歌) este un gen tradițional de poeziei japoneză. A început să prindă formă de pe la mijlocul secolului al VI-lea d.H. 
Termenul waka (care înseamnă „poem japonez” în limba japoneză) a început să fie folosit mai ales începând cu era Heian, anterior fiind folosit termenul Yamato uta [„poezie/cântec a(l) teritoriului Yamato”].
Opusul termenului waka este kanshi („poem chinez”). Formele sunt variate și cuprinde mai multe stiluri diferite: în principal tanka (短歌, poem scurt) sau chōka (長歌, poem lung). 
Mai există și alte stiluri, bussokusekika, sedoka și katauta. Acestea au fost date uitării la începutul erei Heian, iar chōka a dispărut imediat după aceea. 
Începând cam cu sfârșitul secolului al VIII-lea, waka a devenit sinonim cu tanka.
Caracteristici ale genului waka sunt tendința sa lirică și restricțiile și tabuurile privitoare la subiectele ce puteau fi abordate și vocabularul ce putea fi folosit. Această din urmă caracteristică se datorează în parte originii religioase a cântecelor japoneze și a faptului că waka s-a dezvoltat în societatea aristocrată, care detesta tot ceea ce era vulgar sau grotesc. De aceea, waka avea reguli detaliate pentru imaginile și frazele ce putea fi folosite. Imaginația era limitată la reajustări subtile ale elementelor convenționale. 
Criticul și poetul japonez Masaoka Shiki a considerat că waka trebuie reînnoită și modernizată. Până atunci waka exista doar ca simplă waka sau uta („cântec”, „poem”). Termenul haiku a fost de asemenea inventat de el.
În mod tradițional waka nu are un concept similar cu vers, sau nici un fel de idee de rimă. În loc de versuri waka folosește  unitatea (連) și fraza (句).